# Тира Датская (королева Норвегии)
Тира Датская (также Тюра или Тири; дат. Tyri Haraldsdatter) — датская принцесса X века. Жена короля Норвегии Олава I Трюггвасона и кронпринца Швеции Стирбьёрна Сильного.
Тира была дочерью короля Харальда Синезубого и его супруги-шведки Гирид Олафсдоттир. Она была сестрой короля Свена Вилобородого.
Первым мужем Тиры был шведский кронпринц и претендент на престол Стирбьёрн Сильный, сын короля Олафа Бьёрнссона. Таким образом, она была коронпринцессой Швеции. Стирбьёрн погиб в битве при Фюрисвеллире (ок. 984 года), сражаясь со своим дядей королём Эриком Победоносным за трон Швеции.
Согласно Снорри Стурлусону, после этого она была помолвлена с вендским королем Буриславом в рамках датско-вендского мирного соглашения, заключённого королем Свеном Вилобородым. В рамках соглашения Свен женился на Гунхильде Вендской, которая была сестрой Бурислава. Однако после голода Бурислав отправил её обратно в Данию.
Впоследствии она вышла замуж за Олава Трюггвасона, короля Норвегии, к неудовольствию своего брата Свена. Когда Олав женился на ней, Свен отказался платить обещанное приданое. Затем Олав отправился в Вендланд, чтобы найти союзников для войны с Данией. По пути Олав попал в засаду Свена и его союзников — Олафа Шётконунга, короля Швеции и Эйрика Хаконссона, ярла Ладе. В начавшейся битва при Свольдере (ок. 1000 года) норвежский король погиб. Согласно легенде, королева Тира, получив весть о гибели мужа, покончила с собой.